# Конституция Польши
Конституция Республики Польша от 2 апреля 1997 года (пол. Konstytucja Rzeczypospolitej Polskiej z dnia 2 kwietnia 1997 r.) — высший нормативно-правовой акт Республики Польша. Принята Национальным Собранием Республики Польша 2 апреля 1997 года и утверждена народом Республики Польша 25 мая 1997 года.

## Права граждан
Конституция устанавливает неприкосновенность личности (ст. 41), жилища (ст. 50), переписки (ст. 49), свободу передвижений (ст. 52) и занятий (ст. 65), свободу совести (ст. 53), слова и печати (ст. 54), собраний (ст. 57), союзов (ст. 58 и 59), право петиций (ст. 63), свободу наук и искусств, свободу преподавания (ст. 73).

## Суд
Конституция запрещает пытки и телесные наказания (ст. 40), конфискации (ст. 46), вводит наказуемость только по суду (ст. 42), судебную защиту на суде и следствии (ст. 42).